# Terrance Bailey
Terrance Bailey (Trenton, Nueva Jersey, 3 de julio de 1965) es un exjugador de baloncesto estadounidense. Con 1,88 metros de estatura, jugaba en la posición de escolta.

## Trayectoria deportiva

### Universidad
Jugó cuatro temporadas con los Seahawks del Wagner College, en las que promedió 23,6 puntos, 4,3 rebotes, 3,4 asistencias y 1,6 robos de balón por partido. Fue elegido en sus tres últimas temporadas en el mejor quinteto de la Northeast Conference, siendo además elegido en 1986 como Jugador del Año de la conferencia, tras liderar la División I de la NCAA en anotación, con 29,4 puntos por partido, récord vigente aún en su conferencia.

### Profesional
Fue elegido en la cuadragésimo segunda posición del Draft de la NBA de 1987 por Atlanta Hawks, con los que llegó a firmar un contrato multianual, pero fue finalmente cortado. No llegó a jugar profesionalmente.
Actualmente trabaja como profesor en el área de Trenton.